# Nava Ebrahimi
Nava Ebrahimi (Teherán, 1978–) német-iráni írónő.

## Élete
Nava Ebrahimi 1978-ban született, Teheránban. Mindkét szülője akadémikus volt. Édesapja agrár tudományokat tanult, majd később nyitott egy éttermet, azonban ez nem volt egy “valódi” vendéglő. Édesanyja formatervezést tanult.
Családjával három éves korában költözött Kölnbe. Példaértékű, német oktatási szocializáció áll a háta mögött: kölni katolikus általános iskolába, majd egy westerwaldi protestáns gimnáziumba járt. A gimnáziumi évei alatt ő volt az egyetlen külföldi gyermek. A gimnázium után újságírást és közgazdaságtant tanult Kölnben. 2012 óta Grazban él gyerekeivel és férjével, Matthiassal.

## Munkássága
Többek között dolgozott szerkesztőként is a Financial Times Deutschland-nál, és a Kölner StadtRevue-nál, valamint a Szövetségi Külkereskedelmi Ügynökség közel-keleti tanácsadójaként. 2007-ben az Open Mike Irodalmi Díj döntőse volt, 2013-ban pedig részt vett  a Bajor Író Akadémián. Grazban három könyvet írt, két regényt (Sechzehn Wörter, btb-Kiadó, München 2017, Das Paradies meines Nachbarn, btb-Verlag, München 2019) és antológiát (Radka Denemarková; Margarethe Makovec; Anton Lederer; Nava Ebrahimi; Olga Flor; Guerrilla der Aufklärung/ Guerilla of Enlightenment, Wien Verlag für moderne Kunst 2020)
Számos díjjal jelölték, első regényéért elnyerte a 2017. évi Osztrák Könyv díjat. 2017-ben irodalmi ösztöndíjat kapott, és 2020-ban megszerezte a Vörös Juhar irodalmi díjat.

## Interkulturalitás
Kamaszkorában fontos volt számára, hogy az iráni, és a német oldaláról is beszélni tudjon. Németországban nőtt fel, de iráni szülei nevelték. Már gyermekként észrevette a saját maga és a többi gyerek közti különbségeket. Az egyik interjúban arról beszélt Günter Kaindlstorferrel, hogy a német barátai megtehettek olyan dolgokat otthon, amelyek Ebrahimi családjában nem voltak megengedettek: szólni akkor, ha éhes volt, vagy egyszerűen kinyitni a hűtőszekrényt a konyhában. Csak akkor relativizálta az identitáskeresését, amikor Ausztriába költözött, mivel ott teljesen másképp álltak hozzá. Próbálta tisztázni magát az egyik vagy a másik irányba, de ezt már végül feladta: A kettő között van otthon.
Egy többvilágú, és több kultúrájú gyermeknek tartja magát. Otthonában mindig fontos volt családjának az iráni kultúra: édesapja sok iráni történetet mesélt, édesanyja pedig mindig perzsa zenét hallgatott.

## Regényei

### Sechzehn Wörter
Az első regénye Sechzehn Wörter címen jelent meg a btb Verlag gondozásában 2017. január 14-én. A regény egy fiatal önfejű nő, Mona életét dolgozza fel. Ezzel a regényével az írónő elnyerte az Österreichischen Buchpreis díját 2017-ben a Debüt kategóriában.
Eskandar Abadi újságíró, a Deutsche Welle munkatársa egy beszélgetésében Nava Ebrahimivel a következőképpen foglalta össze a regény cselekményét:
„A regényben Ebrahimi bemutatja a főszereplőnőjének életét, aki úgymond két kultúra neveltje: Mona, egy szellemíró, az édesanyjával Iránba utazik. Az út Mona számára egy konfrontálódást kínál fel a saját identitásával és származásával, amiről egyet-más rejtve marad. A szerző folyékonyan és izgalmasan írja le az utazást és emellett az olvasó sok részletet megtudhat Iránról és Németországról, illetve megérezheti azt is, hogy milyen két kultúra között vándorolni.”

### Das Paradies meines Nachbarn
Ezután a második regénye 2020-ban jelent meg Das Paradies meines Nachbarn címen, szintén a btb Verlag gondozásában. A regény három férfival foglalkozik, akik bár különbözőek és különböző életvitelük van, mégis kicsit hasonlítanak és a sorsnak köszönhetően találkoznak.
Penguin Random House Verlagsgruppe GmbH a regény cselekményét így foglalta össze:
„Ali Najjar azt hiszi, hogy a múltját képes maga mögött hagyni. Már régóta él Németországban és sikeres dizájnerként dolgozik. Irán, Teherán és a családja számára már egy másik, idegen világ. Hirtelen kap egy ismeretlen üzenetet és mindent, amiben eddig szilárdan hitt, megrendít benne. Az egyik legizgalmasabb hangú tagja a német irodalomnak.”

#### Tartalom
A regényt könnyen illethetnénk az „egzisztenciális thriller” jelzővel is (Günter Kaindlstorfer, BVÖ, 03.03.2020). Emellett hangot kap benne az ellentétek sokasága is: A Das Paradies meines Nachbarn egy iráni menekültről szól, akinek úgymond két oldala van: a gyerekkatona, aki az iráni háborúkban szolgálatot teljesített (tehát a múlt) és a karizmatikus, karrierista menedzser (a jelen), akit a nehéz személyiség és egoizmus jellemez a legjobban. Ali, a főszereplő életén keresztül felfedezhetjük később a kontrasztot a luxus és a háború, a menekült-szerep és a biztos karrier között.

#### A regény főszereplői
A történet három egymástól nagyban eltérő férfiról szól, akiknek különböző elképzeléseik vannak az életvezetésről, tehát ebben is különbözőek: a félig iráni származású Sina, aki tervezőként dolgozik Ali Najjar, az egykori gyerekkatona, illetve a harmadik főszereplő, Ali Reza, aki szintén gyerekkatona volt.
A tervezőként dolgozó Sina mind szakmailag, mind pedig a privát életében krízishelyzetbe került. Az új főnöke Ali Najjar, aki a történet tényleges értelemben vett főszereplője gyerekkatonaként volt a fronton, ezért azt állítja, hogy már mindent látott életében, viszont állandóan a származásával küszködik. Menekült volt nyugaton, és egy segítségre szoruló ember pozíciójába kerülve magában is felfedezte a gyengeséget, ennek ellenére ennél sokkal erősebbnek gondolja magát, ezért nem fél másokat kihasználni.
A további események Münchenből Dubaiba vezetnek minket, Ali Najjar és Sina mindketten Dubaiba repülnek, mert Ali Najjarnak el kell hoznia onnan egy levelet, azonban fél személyesen elmenni érte, ezért viszi magával a kalandvágyó kollégáját, Sina-t. Ott találkoznak a harmadik főszereplővel, Ali Reza-val, aki egykor szintén gyerekkatona volt, jelenleg pedig tolószékkel közlekedik és a mérges gázok később jelentkező hatásai, tehát a háború utóhatásai miatt szenved.

## Az írási folyamat
A írónő az ELTE Germanisztikai Intézete által szervezett online szeminárium keretein belül elmondta, hogy számára egy regény megírásánál az első lépés a szereplők megalkotása, mivel hihetőségük határozza meg a cselekmény eredetiségét. A karakterek alapját gyakran valós személyek adják, amelyeket plasztikusan formál meg. Például a Sechzehn Wörter című regényében “Maman-Bozorg” alakját részben saját nagymamájáról mintázta. A szereplők jelleme a tulajdonságaik puszta felsorolása helyett főként a cselekedeteiken keresztül rajzolódik ki, a “Mutasd, ne mondd el” elve alapján. A cselekménynek kellően fikcionálisnak, a szereplőknek viszont élethűnek kell lenniük. A kész alakokon keresztül egy olyan cselekmény formálódik, amelynek a való élettel ellentétben értelme, logikája van.
A szerző első két regényének közös szerkezeti jellemzője, hogy egy szereplő titkára csak a történet végén derül fény.